# Zamek Pirszyn
Zamek Pirszyn (niem. Poitzenburg) – średniowieczne grodzisko.

## Położenie
Na leżącej w lesie na wschód od wsi Górze Heleny znajduje się średniowieczne grodzisko Pirszyn (niem.  Poitzenburg). Brak jest dokumentów mówiących o początkach grodu. Jako okres powstania wymienia się czasy Bolesława Chrobrego lub wiek XII/XIII. "Chronica Polonorum" wymienia gród "Pirzschin". Występują także inne pisownie jego nazwy: Pitzchin i Pirzzin. U Długosza pojawia się nazwa Przin, lub Prztyn, gdy Konrad I głogowski w 1271 r. zapisał zamek swojej żonie Zofii. Po śmierci Zofii w 1272 r. zamek zagarnął jej ojciec, margrabia miśnieński Teodoryk, po czym sprzedał go arcybiskupowi magdeburskiemu. W 1276 r. Henryk IV Prawy wykupił gród od arcybiskupa. Nie jest jednak jasne czy informacje te odnoszą się do Pirszyna, czy do pobliskiego Podskala. W 1441 roku odnotowano niejakiego Hansa Renke z Botzenbergu. Pirszyn został zniszczony w połowie XV w. W 1818 r. kamienie z niego wykorzystano do budowy drogi łączącej Lwówek Śląski z Gryfowem. Od tego czasu pozostałością po grodzie są jedynie nierówności terenu na szczycie Góry Heleny. 
W pewnej odległości od grodziska istniały majątki Górny i Dolny Pirszyn (niem. Ober- i Nieder-Poitzenberg). Zostały one w roku 1893 włączone do Płóczek Dolnych.